# Cratere Cacaguat
Cacaguat è un cratere sulla superficie di Cerere.